# Bernard Sołtysik
Bernard Sołtysik (ur. 2 maja 1940 w Siewierzu) – polski kompozytor, aranżer, pedagog.

## Kariera
Pracę zawodową rozpoczął jako nauczyciel wychowania muzycznego w łódzkich szkołach średnich.
Początek pracy twórczej to lata 60. W tym okresie założył zespół Cykady, który został laureatem Ogólnopolskiego Festiwalu Muzyki Młodzieżowej. Pro Contra to kolejny wielki sukces. Bernard Sołtysik był założycielem zespołu, kierownikiem artystycznym oraz kompozytorem większości przebojów. Działalność artystyczna tego zespołu przyniosła wiele sukcesów oraz nagród. Wśród wielu warto wymienić choćby: Międzynarodowe Spotkania Wokalistów Jazzowych w Lublinie (za piosenkę „A ja wciąż nie wierzę” tekst M. Dutkiewicz), zwycięstwo w telewizyjnym plebiscycie piosenki Studio 13 (za pios. „Jeszcze dzionek zaczekam” tekst R. Czubaczyński), a także wielokrotne zwycięstwa w Giełdzie Piosenki Radiowej ZAKR. Piosenka „Kochajmy wojskowe orkiestry” okazała się wielkim przebojem, zdobywając nagrodę Srebrnego Pierścienia oraz nagrodę dziennikarzy i publiczności (Kołobrzeg 1974 r.). Bernard Sołtysik wraz z zespołem koncertował w Polsce i poza granicami, realizując jednocześnie wiele recitali telewizyjnych i nagrań radiowych. W słynnym Friedrichstadt-Palast w Berlinie zespół był gwiazdą międzynarodowego programu estradowego. Zespół wystąpił w filmie Milion za Laurę.
Bernard Sołtysik w latach siedemdziesiątych i osiemdziesiątych XX wieku był kierownikiem muzycznym międzynarodowych programów estradowych, między innymi „Meer unsere Meer” „Złota Jesień”. W Latach 1973–1976 podjął współpracę z profesorem Adolfem Dygaczem, opracowując utwory z teki tego zbieracza i folklorysty dla potrzeb Telewizji Polskiej. B. Sołtysik współpracował z Orkiestrą Polskiego Radia w Łodzi pod dyr. Henryka Debicha i Orkiestrą PR w Katowicach pod dyr. Jerzego Miliana.
W 1981 roku założył rockową grupę Pro Rock, której wokalistką była Krystyna Stolarska. B. Sołtysik był kompozytorem większości utworów Gaygi, zdobywając nagrody i wyróżnienia w radiowych, prasowych i telewizyjnych plebiscytach piosenki. Bernard Sołtysik i Krystyna Stolarska uczestniczyli w wielu festiwalach, m.in. w „Rock Fűr Den Frieden” w Berlinie, „Rockfest” w Pradze, w „Międzynarodowym Festiwalu Piosenki” w Bukareszcie, „Międzynarodowym Festiwalu Przebojów” w Dreźnie i wielu innych; zrealizowali razem wiele recitali i programów dla Telewizji Polskiej i poza granicami, między innymi: TV-Baden-Baden, Moskwa, Tallin, Ryga, Wilno, Berlin, Rostock, Drezno, Praga Ostrawa, Bukareszt, Chicago – (w słynnym koncercie telewizyjnym na rzecz Solidarności emitowanym na całe Stany Zjednoczone WGN TV 1981 r.). B. Sołtysik swoje utwory nagrywał dla Polskiego Radia, Deutsche Rundfunk oraz dla czeskiego radia. 
W latach 90. B. Sołtysik powołał do życia nową formację rockowo-bluesową Jork (Gayga, Pazur, Kyks). Piosenka B. Sołtysika „Dopóki czujesz luz” z tekstem J. Nowosada w wykonaniu formacji Jork to wielki sukces w plebiscycie telewizyjnym „Muzyczna Jedynka” (1. miejsce – nagroda dziennikarzy muzycznych rozgłośni radiowych i nagroda publiczności w 1994 roku). W latach 90. B. Sołtysik założył również dwie grupy muzyki dance MC Diva i Brothers Beat. Grupa MC Diva szybko stała się popularna wśród młodzieży w latach 90. i zdobywała wiele nagród w plebiscytach radiowych, prasowych i telewizyjnych, m.in. w „Muzycznej Jedynce” (nagroda dziennikarzy i publiczności). 
Bernard Sołtysik poza działalnością estradową komponuje muzykę chóralną, muzykę ilustracyjną, muzykę dla dzieci. Największą popularnością cieszyły się utwory m.in.: Pro Contra – „Jeszcze dzionek zaczekam”, „Świat starych filmów”, „Miłosennie”, „Dyskoteka_start”, „Z tobą zawsze będzie lato”, „A ja wciąż nie wierzę”, „Co to za pan”, „To on – ten rytm”, „Maj, zawsze maj”, itd. Gayga, Jork, MC Diva – m.in.: „Ja ruchomy cel”, „Jeszcze godzin tyle”, „Wypłakana poducha”, „Zabierz mnie do piekła”, „Sens koloru”, „Sztuczny człowiek”, „Ostatni singel”, „Chodzę, stoję, siedzę, leżę”, „Muzyka naszych serc”, „Nowe idzie”, „Zajmij się mną” itd. Autorzy tekstów z którymi współpracuje to: Ryszard Czubaczyński, Janusz Kondratowicz, Andrzej Kuryło, Andrzej Sikorowski, Piotr Słowikowski, Marek Dutkiewicz, Janusz Wegiera, Marek Gaszyński, Wojciech Jagielski, Ziemowit Kosmowski, Magda Wojtaszewska, Kazimierz Drobik, Jarosław Nowosad, Marcin Lenda, Marek Nawrat, Julian Matej, Robert Noszczyk, Anna Markowa, Wiesław Machejko, Krzysztof Drzewiecki.
Współpraca Bernarda Sołtysika i Gaygi niesie za sobą wiele utworów, takich jak „Chodzę, stoję, siedzę, leżę”, „Ja ruchomy cel”, „Do serca serce” i wiele innych. Z okazji 45-lecia pracy twórczej Bernard Sołtysik za swoje osiągnięcia artystyczne otrzymał Odznakę Honorową Ministra Kultury i Dziedzictwa Narodowego „Zasłużony dla Kultury Polskiej” oraz Złotą Odznakę Honorową Sejmiku Śląskiego za Zasługi dla Województwa Śląskiego.

## Dyskografia

### Albumy
- 2005: Pro Contra „The Best” (wyd. Box Music-Pomaton Emi)
- 1987: „Gayga” [Album-Singel] wyd. Tonpress

#### CD
- 2008: MC Diva „The Best” (wyd. Universal Music Polska)
- 2006: „Gayga – Dziennik z podróży” (wyd. Box Music-Pomaton EMI)
- 2006: „Gayga z list przebojów” (wyd. Box Music-Pomaton EMI)
- 2006: „Gayga The Best – Ja ruchomy cel” (wyd. MTJ)
- 1998: „Dance Juice” (wyd. Magic Records)
- 1997: MC Diva „Mały Książę” (wyd. Magic Records)
- 1996: MC Diva „Anything you want” – „Wszystko czego chcesz"(wyd. Snake’s Music)
- 1995: Jaco „J.A.C.O.” (wyd. Snake’s Music)
- 1994: MC Diva „Panie coś pan” (wyd. Laser Sound)
- 1994: „Gayga & Jork” (wyd. Laser Sound)
- 1993: „Gayga” (wyd. Starling S.A.)

#### Inne
- 1987: Gayga (wyd. Tonpress)
- 1985: Gayga & Din (wyd. Pronit)
- 1985: Gayga Zabierz mnie do piekła (wyd.Pronit)
- 1984: Gayga Chodzę stoję siedzę leżę (Wyd. Tonpress)

### Single
- 1997: MC Diva – „Mały książę” (maxisingel, wyd. Magic Records-PolyGram Polska)]
- 1995: MC Diva & Michael Morgan „Anything You Want” (maxisingel, wyd. Snake’s Music)
- 1985: Gayga Graj, nie żałuj strun (wyd. Pronit)
- 1984: Gayga Ja ruchomy cel (wyd. Tonpress)

#### Składanki
- 1970: „Dyscorama 1” Nie mów mi kocham (wyd. Pronit)
- 1971: „EP N – 069 1971/72” A ja wciąż nie wierzę (wyd. Muza)
- 1973: „LP XL SXL 0948” Jeszcze dzionek zaczekam (Wyd. Muza)
- 1974: „LPSX 1258 PD” Kochajmy Wojskowe Orkiestry
- 1974: „LPSX 1219 PD” Świat Starych Filmów
- 1974: „LPSX 1219” Świat starych filmów (Wyd. Muza)
- 1975: „LP SX 1234”  Wojskowy chłopak (wyd. Muza)
- 1976: „LP SX 1372”  Wśród tylu słów (wyd. Pronit)
- 1974: „R-0140 1974” Jeszcze dzionek zaczekam – nagranie radiowe
- 1975: „PD R-0400 1975” Wojskowy chłopak – nagranie radiowe
- 1976: „PD R-0483”  Dyskoteka-start „Miłosennie” (wyd. Tonpress)
- 1976: „PD R-0527”  To on ten rytm”,"Mam to co chcę” (wyd. Tonpress)
- 1994: „To Tylko Rock ? – Dla Ciebie Mała 2” – Jork „Żyje w nas Blues {wyd. Laser Sound)
- 1994: „Bitt 1” MC Diva – piosenka „Panie coś pan „ (wyd. Laser Sound)
- 1995: „Polski Power Dance Vol.1” – MC Diva „Dziewczyna Z St.Pauli” (wyd. Snake’s Music}
- 1995: „Polski Power Dance Vol.2” – MC Diva „Anything You Want” (wyd. Snake’s Music)
- 1995: „Polski Power Dance Vol.3” – MC Diva „Anything You Want” (wyd. Snake’s Music)
- 1996: „Polski Power Dance Vol.4” – Jaco – Robić To (wyd. Snake’s Music)
- 1996: „Polski Power Dance Vol.5” – MC Diva „Taka Ładna” i Michael Morgan „How” (wyd. Snake’s Music)
- 1996: „Polski Power Dance Vol.6” – Michael Morgan „How” (wyd. Snake’s Music)
- 1997: „Dance Juice” – Magic Records – MC Diva – piosenka „U-La-La” i „Muzyka Naszych Serc” (wyd. Magic Records)
- 2005: Dee Jay Mix Club 1Gayga – piosenka Jak to dobrze, że śnię (wyd. Dee Jay)
- 2005:  „Dee Jay Mix Club 7” Gayga – piosenka „Tango przyciszone”  (wyd. Dee Jay)
- 2003: Videoteka dorosłego człowieka Gayga – piosenka Graj, nie żałuj strun
- 2003: To dla ciebie gramy nr 3 Gayga – piosenka Ja ruchomy cel (wyd. MTJ)